# Géologie de la Belgique
 (juillet 2023).
Pour un article plus général, voir géologie de l'Europe.

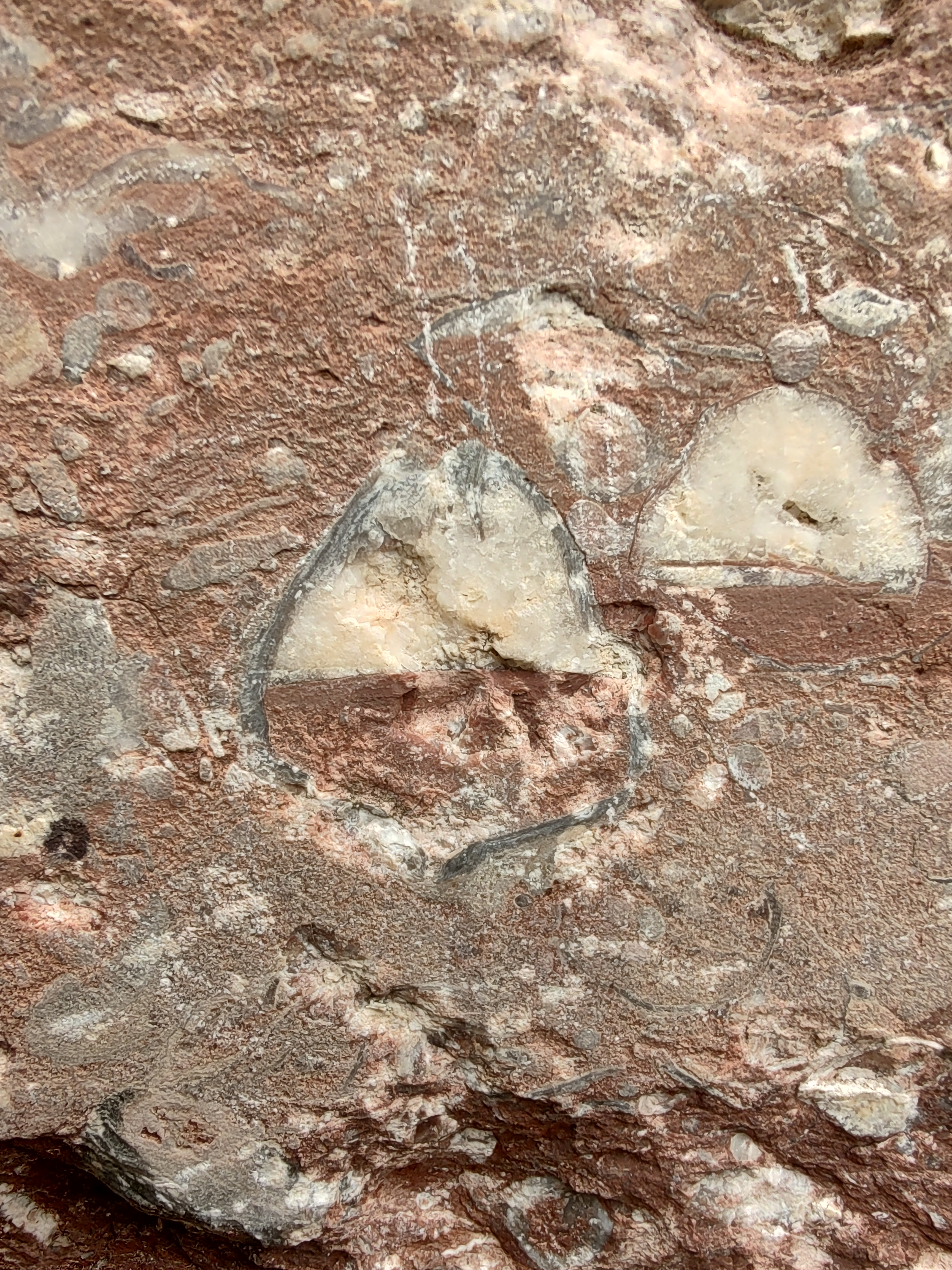
Structure géopétale d'un brachiopode

La géologie de la Belgique est complexe.  Au cours du Dévonien, la Belgique se trouvant sous l'océan entre les continents Laurasia et Gondwana d'importants dépôts sédimentaires se sont accumulés sur plusieurs étages géologiques.  Au cours du Carbonifère, le soulèvement hercynien fait sortir le terrain hors de l'eau.  Le sud de la Belgique compte de nombreuses carrières de calcaire, de grès et de dolomie.  On trouve également des intrusions magmatiques (carrière de porphyre à Quenast, tonalite à Eupen).  Au nord du pays, on trouve des terrains du Tertiaire.

## Historique
La complexité des phénomènes a intéressé de nombreux géologues.  Parmi ceux-ci, Jean-Baptiste d'Omalius, André Hubert Dumont, André Dumont, Paul Fourmarier, ...  De nombreux points stratotypiques mondiaux de l'ère paléozoïque se trouvent en Belgique.
Les géologues belges ont par ailleurs largement contribué à découvrir, outre la complexité de leur territoire national, celle de leur colonie du Congo belge, et en particulier celle du riche et complexe Katanga. 

## Géographie physique
La Belgique est divisée en trois sections physiographiques (basse, moyenne et haute Belgique) de l'ouest vers l'est. La moyenne Belgique est essentiellement composée de roches paléozoïques, partiellement recouvertes de dépôts cénozoïques. Ce alors que la  haute Belgique est constituée de roches liées aux orogenèses calédonienne et hercynienne. Si la couverture post-paléozoïque était enlevée, diverses autres formations seraient exposées : 
- Le plateau brabançon (nl)
- Les complexes calédoniens, comprenant du nord au sud le massif de Rocroi, massif de Serpont (nl), et le massif de Stavelot (nl)
- Le synclinorium de Dinant
- Le synclinorium de Namur (nl)
- Le massif ardennais
- Le complexe hercynien
- La faille du Midi, qui s'étend du nord de la France jusque Aix-la-Chapelle en Allemagne.
- La ceinture de Campine, qui est une ceinture hercynienne de sédiments s'étendant au nord du plateau du Brabant, couverte de terrains post-paléozoïques.

Après l'érosion de la chaîne hercynienne, il y eut une un intrusion régulière de roches plus récentes et une déformation de la croûte. Des traces de couches du trias et du permien sont identifiables lors de forages en Campine. Des affleurements du jurassique sont identifiables au sud-est, en Gaume, sous la forme de sables littoraux, relevant du bassin parisien. Au Pays de Herve, à la montagne Saint-Pierre et dans le bassin de la Haine, ce sont des roches du Crétacé qui l'on retrouve le long de la faille du Midi du sillon Sambre et Meuse.

## Géologie économique
En conséquence de la présence de charbon issu des dépôts westphaliens, ainsi que de la présence historique de minerais de fer (dont témoignent surtout de nos jours des noms de lieux tels Ferrières ou encore La Rouge-Minière), la révolution industrielle en Belgique se déroulera parallèlement à celle intervenue en Angleterre. Le charbon permit aussi de développer l'énergie à base de vapeur pour l'industrie. Les principales industries développées à partir du charbon incluent la sidérurgie, la production de ciment, et la fabrication de verre. La plupart de ces industries se développèrent le long de l'axe hercynien. Cependant, depuis les années 1990, la plupart des industries basées sur le charbon (dont l'extraction prit fin en Belgique dans les années 1980) a périclité. La production de charbon, même via les mines moderne de Campine sur le flanc septentrional du massif du Brabant, baissa d'environ 30 millions de tonnes par an de 1930 à 1950 à environ 10 millions de tonnes par an dans les années 1970. 
En Belgique, il y a aussi des carrières de marbre noir à Dinant, du marbre rouge de Rance, ainsi que de la pierre bleue. La plupart de ces carrières sont cependant épuisées. Ces pierres décoratives furent exportées à travers toute l'Europe depuis l'antiquité, dont notoirement le marbre rouge de Rance utilisé au palais de Versailles. Trois millions de tonnes furent extraites jusque dans les années 1990.
Les roches hercyniennes comprennent des veines hydrothermales, avec des remplacements métasomatiques de carbonates. Ainsi que d'autres dépôts minéraux tels la fluorite, la barite, la sphalérite, la pyrite galène, et la smithsonite. Cependant, la plupart de ces dépôts minéraux étaient épuisés au début du XXe siècle. La Belgique a notamment compté certaines des plus grandes mines de zinc et de plomb (site minier de Plombières, mine de Moresnet) de son temps.
La prospection de pétrole n'a pas donné de résultats significatifs, en raison de la déformation et de la métamorphose des roches paléozoïques.